# デフレ手当て
デフレ手当て(でふれてあて)は、政府通貨を発行し、インフレになるまで、定額給付金を続ける、構想・制度。物価の安定による、景気回復が目的となる。

## 概要
- デフレを脱却し、景気回復するため、通貨を発行し、国民に平等に配り、通貨供給量を増やし、簡単に物価を安定させ、景気を回復させる事が出来ると考えられている。

## デメリット
通貨供給量が増える為、通貨の価値が相対的に下がる為、インフレ誘導の懸念がある。また物価が上昇する場合、以前よりも相対的に購買力が下がる可能性がある。